# The Drawn Together Movie: The Movie!
The Drawn Together Movie: The Movie! – film animowany dla dorosłych wydany w dniu premiery od razu na DVD i Blue-Ray. 
Produkcją i scenariuszem zajęli się Dave Jeser i Matt Silverstein - twórcy serialu Drawn Together, w oparciu którego powstał film. Film powstał po tym, jak Comedy Central postanowiło anulować produkcję serialu, co jest głównym wątkiem w fabule animacji - bohaterowie odkrywają, że ich show został zdjęty z anteny. Wszyscy aktorzy z serialu powrócili do zdubbbingowania swoich postaci w filmie.
W przeciwieństwie do serialu, którego produkcją zajmowało się studio Rough Draft Studios, za film odpowiada studio Six Point Harness, które stworzyło film całkowicie w animacji Flash.

## Fabuła
Film rozpoczyna się sceną w mieście Bedrock, w którym Foxxy Love odnajduje Toot Braunstein w ciąży. Chwilę po ich spotkaniu zostają zaatakowane, i cudem uciekają. Następnie pokazana jest scena sprzed sześciu miesięcy, która wyjaśnia przyczynę ataku na mieszkańców domu. Foxxy Love jest przekonana, że dzieje się coś dziwnego, lecz kiedy okazuje się, że wszystkie przekleństwa nie są cenzurowane, zdają sobie sprawę, że ich show został anulowany i zastąpiony programem Suck My Taint Show (Ssij Moją Plamę). Na polecenie Szefa Sieci (Network Head), zostaje wysłany robot I.S.R.A.E.L. (Intelligent Smart Robot Animation Eraser Lady, pol. Kobiecy Inteligentnie Mądry Robot Wymazujący Animacje), który ma zniszczyć wszystkich bohaterów. W podróży postacie min. uświadamiają sobie, że nie są oryginałami, a parodiami istniejących już animowanych postaci.

## Nawiązania
- Początkowa scena z filmu to nawiązanie do miasta Bedrock z serialu Flintstonowie. Gościnnie występują na ekranie Barney Rubble, Betty Rubble, Bamm-Bamm Rubble i Dino.
- Wiluś E. Kojot i Struś Pędziwiatr pojawiają się w jednej ze scen.
- Smerfy będące na pogrzebie Papy Smerfa, zostają rozjechane przez karetę.
- Twarz Szefa Sieci (jedna połowa normalna, druga spalona) to nawiązanie do Two-Face - przeciwnika Batmana.
- W scenie w Bedrock, Toot krzyczy: I can't fly without my feather! (Nie mogę latać bez swojego pióra!). To nawiązanie do disnejowskiego filmu Dumbo.
- Postacie z show Ssij Moją Plamę są narysowane stylem z serialu animowanego South Park.

## Głosy
- Jess Harnell – kapitan Hero / Król / Kelner w barze / Wiluś E. Kojot
- Tara Strong - Księżniczka Clara / Toot Braunstein / Prawdziwa Bajkowa Księżniczka / Córka Szefa Sieci / Smerfetka / Betty Rubble / Blondynka w barze
- Cree Summer - Foxxy Love / Dziewczyna z "Suck My Taint" / Żona Szefa Sieci
- James Arnold Taylor - Wooldoor Sockbat / Żydowski Producent / Eddie (sąsiad Żydowskiego Producenta) / Smerf Ważniak / Smerf Osiłek / Barney Rubble / Czarodziej / Pozostałe postacie
- Abbey DiGregorio - Ling-Ling
- Jack Plotnick - Xandir P. Wifflebottom
- Adam Carolla - Spanky Ham
- Seth MacFarlane - Robot I.S.R.A.E.L.
- Vernon Wells - Szef Sieci
- Matt Silverstein - Syn Żydowskiego Producenta
- Dave Jeser - Gigant Który Sra Do Swoich Ust